# Het zoutpad
Het zoutpad is de vertaling van het oorspronkelijk Engelse boek The Salt Path van de Britse schrijfster Raynor Winn, verschenen in maart 2018. Het gaat over een wandeltocht van meer dan duizend kilometer van Winn en haar echtgenoot Moth over het South West Coast Path, waardoor het echtpaar vanuit zware tegenslagen tot zingeving komt. Het boek kreeg lof van recensenten en werd zowel in het Verenigd Koninkrijk als in Nederland uitstekend verkocht. Het werd in 2024 verfilmd onder dezelfde titel: The Salt Path.
Het boek zou autobiografisch zijn, maar door een bericht in de krant The Observer in 2025 rezen twijfels over het waarheidsgehalte.
De Nederlandse vertaling door Annemie de Vries verscheen op 2 januari 2019 met als titel Het zoutpad - over oude wegen naar een nieuw begin.

## Verhaal
Raynor Winn legt het leven met haar man Moth vast. Door een ongelukkige samenloop verliezen ze in 2013 hun huis en bedrijf en daarbovenop blijkt dat Moth een ongeneeslijke ziekte heeft, corticobasale degeneratie (CBD). Ze pakken hun spullen in een paar rugzakken om met een tent het South West Coast Path af te lopen, een wandelroute van 1014 kilometer langs de kust van Engeland. Winn beschrijft hoe de tocht, de ontmoetingen en de natuur hen helpen om de zin van het leven te herontdekken. Ook blijkt dat Moth wonderbaarlijk opknapt van de trektocht, hoewel artsen rust adviseerden voor zijn ziekte.

## Succes

### Internationaal
Het boek werd in 2018 genomineerd voor de Wainwright Prize en de Costa Book Awards, beide in de categorie biografie. Datzelfde jaar was het boek een Sunday Times-bestseller. In mei 2019 won het boek de eerste RSL Christopher Bland Prize. In september 2019 was het boek de nummer een-bestseller in Britse onafhankelijke boekhandels.
In augustus 2022 waren meer dan een miljoen exemplaren van het boek verkocht.

### Nederland
Ook in Nederland was het boek succesvol. Het kwam 23 oktober 2019 binnen in De Bestseller 60 en stond meer dan 100 weken in de lijst. In september 2022 waren er van de Nederlandse versie ruim 250.000 exemplaren verkocht. Hierdoor werd het boek in het najaar van 2022 bekroond met een Gouden Boek, voor het overschrijden van 200.000 verkochte exemplaren.

## Bestseller 60
| Boeken met noteringen in de Nederlandse Bestseller 60 | Jaar van verschijnen | Datum van binnenkomst | Hoogste positie | Aantal weken | Opmerkingen |
| ----------------------------------------------------- | -------------------- | --------------------- | --------------- | ------------ | ----------- |
| Het zoutpad                                           | 2019                 | 23-10-2019            | 3               | 118          |             |

## Vervolgen
Met tussenpozen van twee jaar publiceerde Winn nog twee memoires, opnieuw met wandelingen en de gezondheid van Moth als thema's. In De wilde stilte (Engels: The Wild Silence, september 2020) vertelt ze onder andere hoe haar leven veranderde door het succes van Het zoutpad en over de moeilijke afstemming van beider behoeften. Ook hier heeft een noodsprong een onverwacht succes, in dit geval een verhuizing. In Landlijnen (Engels: Landlines, september 2022) maakt het echtpaar opnieuw een lange tocht na een pijnlijk medisch consult. Het paar is niet langer arm en onbekend, maar Moths gezondheid gaat verder achteruit en de reis gaat naar Cape Wrath.

## Verfilming
In 2024 werd het boek verfilmd met Gillian Anderson en Jason Isaacs in de hoofdrollen. De film ging op 5 september 2024 in première tijdens de 49e editie van het Internationaal filmfestival van Toronto. De film verscheen vervolgens op 1 mei 2025 in de Nederlandse bioscopen.